# Castillo de Montalbán
El castillo de Montalbán es una fortaleza ubicada en el municipio español de San Martín de Montalbán, al sur de la provincia de Toledo. Se erige sobre un escarpe de 100 m de profundidad cortado por el río Torcón, que se empleaba como foso por tres de sus lados.

## Situación
Se llega a esta fortaleza por la carretera regional CM-4009 desde San Martín de Montalbán dirección a La Puebla de Montalbán, y a unos 5 kilómetros de la primera localidad tras un cruce a la izquierda se llega al castillo, y por la derecha al santuario visigodo de Santa María de Melque.

## Historia

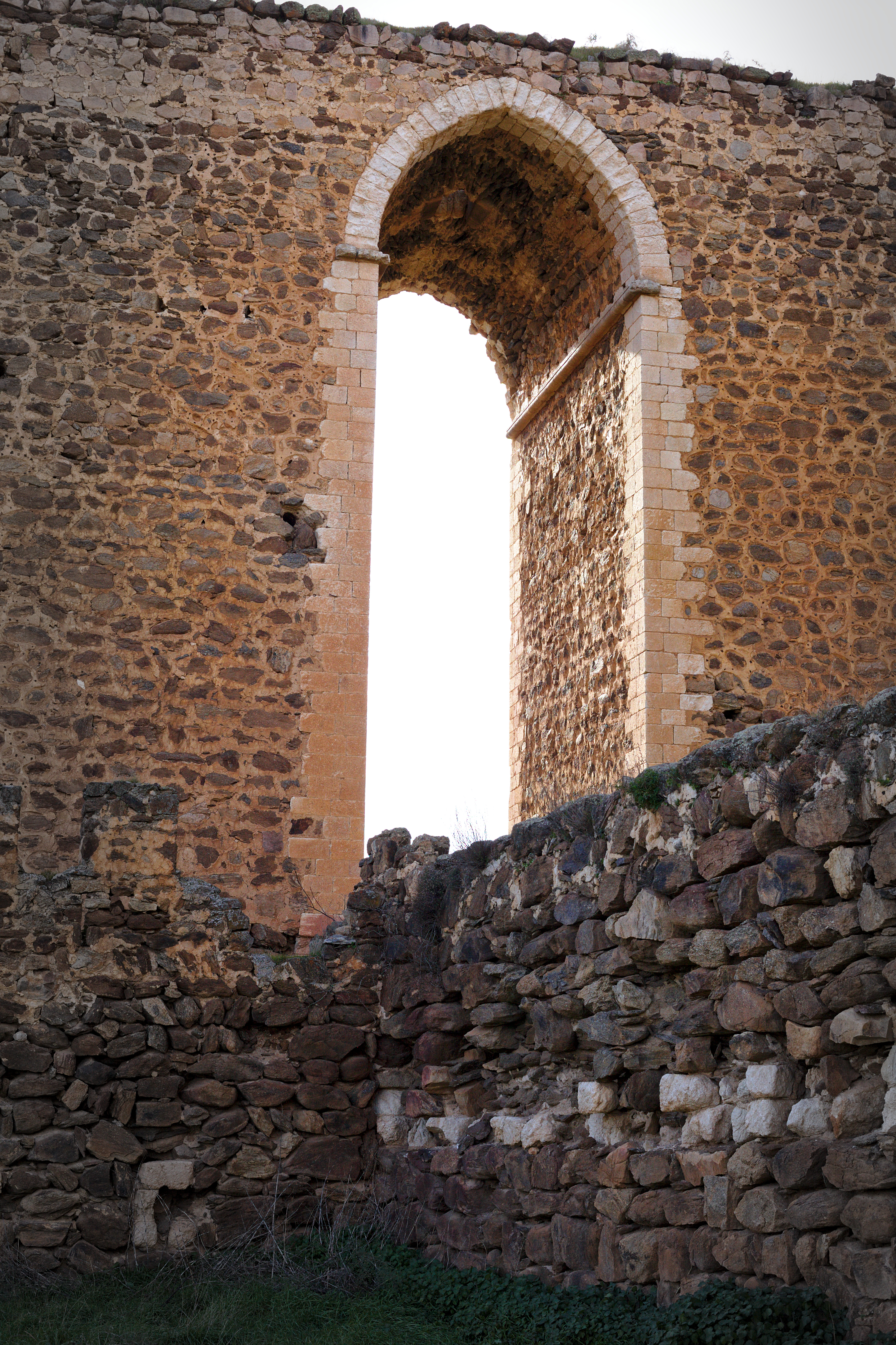
Arco apuntado en el castillo

Este castillo es una de las fortalezas más antiguas situadas en la orilla izquierda del río Tajo, erigido durante la Reconquista como punto de defensa de dicho margen del río, reformando y ampliando en gran medida el castillo árabe que allí existía, y que tal vez fuera abandonado tras la reconquista de Toledo.
En el año 1209 se cita la villa de Montalbán como cedida al caballero Alfonso Téllez, pero el edificio debió ser construido por los Templarios, cedido por Alfonso VII pocos años después, haciendo de él y de sus dehesas circundantes la más importante encomienda de su Orden en Castilla.
En 1275 pasó a tener la consideración de Encomienda Mayor de la Orden de Santiago en Aragón. En 1308 volvió a manos de la Corona, siendo donado por Alfonso XI al caballero Alfonso Fernández Coronel. Tras una disputa con Pedro I el Cruel, el edificio fue reformado y se le añadieron nuevas defensas. Tras la ejecución de Fernández Coronel, el castillo fue cedido a doña Beatriz, hija ilegítima de Pedro I.
Juan II quedó sitiado en el castillo por las tropas del infante don Enrique, que más tarde sería rey, en diciembre del año 1420. Tras un sitio de dos meses, las tropas del infante don Enrique levantaron el sitio y se marcharon; esto fue en parte gracias al apoyo prestado por la comunidad de Villa Real, que mandó al castillo unos mil quinientos hombres armados de su milicia en ayuda del rey. Como premio por el valioso servicio, el rey Juan II concedió a Villa Real el título de Ciudad Muy Noble y Muy Leal; desde entonces, Villa Real cambió su nombre a Ciudad Real.
Tiempo después, el Estado de Montalbán pasó a Álvaro de Luna y, cuando este murió, a su viuda, que lo habitó en algunas ocasiones. Bajo el reinado de Enrique IV el castillo fue adquirido por su valido, Juan Pacheco, y desde él viene transmitiéndose a sus sucesores (hoy los duques de Osuna).
El castillo aparece descrito en el decimoprimer volumen del Diccionario geográfico-estadístico-histórico de España y sus posesiones de Ultramar de Pascual Madoz de la siguiente manera:

MONTALBAN: cast. ó fortaleza ant. que da nombre al estado de Montalban, en la prov. de Toledo, part. jud. de Torrijos: sit. en térm. de la Puebla del mismo nombre á 1 1/2 leg. S. de la v. y á la parte opuesta del Tajo, se halla arruinado en su mayor parte. El estado de Montalban comprende las v. de la Puebla, Menasalbas, y los l. de San Martin y Villarejo con 7 leg. de circunferencia y pertenece al Sr. duque de Frias, conde de aquel título.
(Madoz, 1848, p. 517)

## Descripción y características

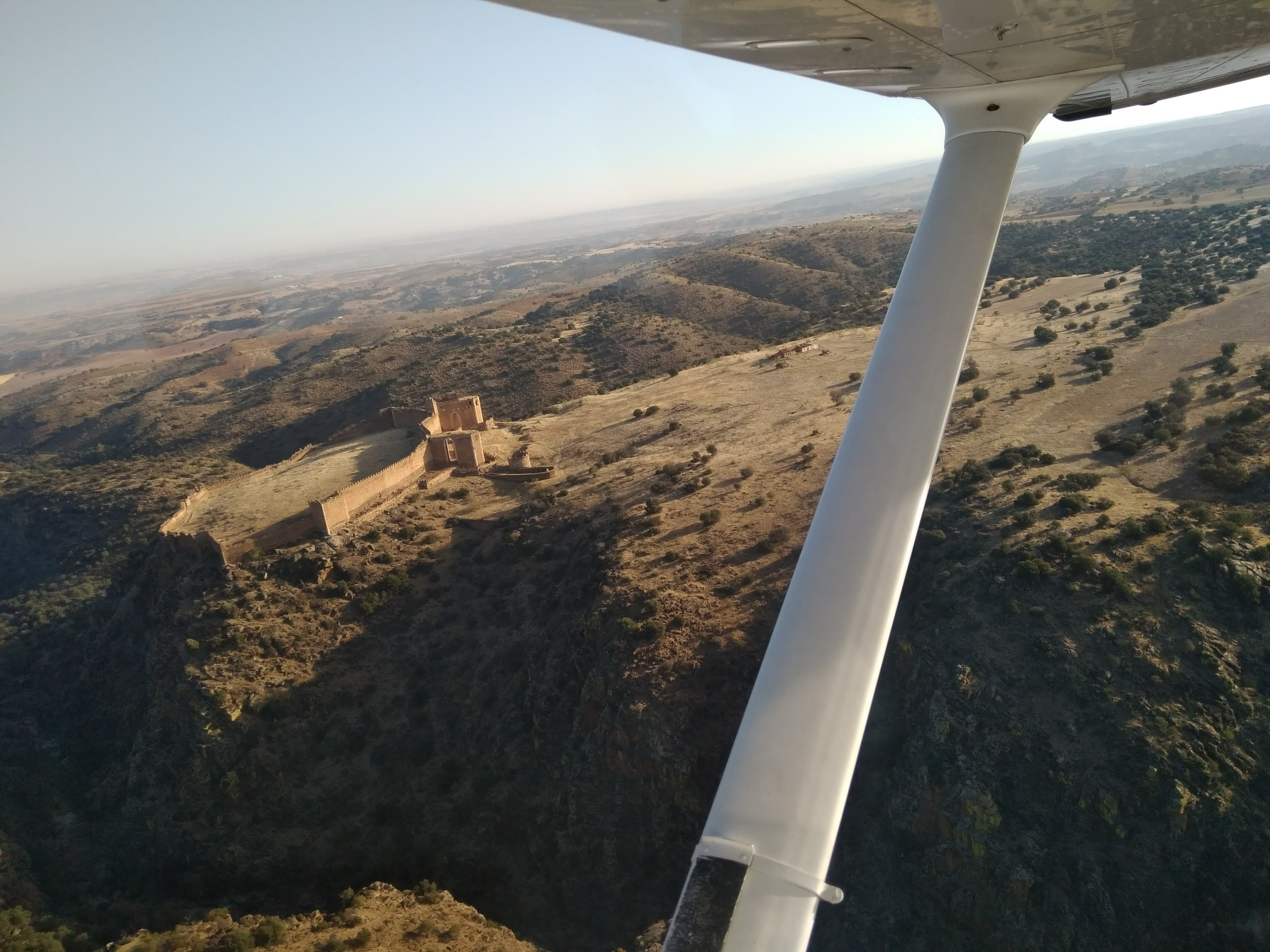
Vista aérea del castillo de Montalbán

El castillo de Montalbán es el más robusto, extenso y fuerte de todos los castillos de la provincia de Toledo, quizá más que el castillo de Escalona, motivo por el cual es probable que no existan noticias de que fuera atacado en ninguna batalla.
En su interior se conservan restos de la fortaleza musulmana anterior, que era de planta cuadrangular y mucho más pequeña, y que fue abandonada con la caída de Toledo.
El castillo ocupa un lugar sumamente fuerte, cortado al norte y noroeste por el profundo tajo del río Torcón, de cien metros de profundidad, y con dos torrenteras al este y al oeste que lo defienden por los otros dos lados, quedando un espacio de más de 15 000 m² bordeado por murallas almenadas, con torres cuadrangulares provistas de garitas en alguno de sus ángulos.
La fachada sur da a un terreno llano, lugar donde debían concentrarse todas las defensas posibles. En primer lugar había un ancho foso que unía las torrenteras y a continuación un torreón semicircular bajo, almenado y con saeteras, que hacía las veces de coracha. Este prolonga la barbacana exterior, que también tiene almenas y aspilleras en piedra caliza. A través de ella y por tres puertas y una poterna, se llega al espacioso camino de ronda que rodea casi la mitad del edificio principal.
El acceso al interior del castillo se realiza por dos puertas protegidas por enormes torres albarranas de planta pentagonal, con esbeltos arcos apuntados de más de diez metros de altura en la clave, y tres postigos muy disimulados, construidas con mampostería y ángulos de sillares que conservan numerosas inscripciones lapidarias, entre ellas una estrella de cinco puntas. Ambas torres albarranas están suspendidas sobre el camino de ronda, y aunque son similares, la de la izquierda es maciza, mientras que la de la derecha, en mejor estado de conservación, alberga salas con habitaciones. Esta última posee saeteras y cuatro matacanes de ladrillo, y se halla unida a la torre mayor, en el interior del recinto, que también poseyó matacanes. A ambas torres se sube por una escalera detrás de la muralla, de la que se han restaurado sus tramos iniciales.
El interior se conserva completo, hay dos silos o cisternas subterráneos de gran capacidad. La parte que da al precipicio es más débil, ya que está protegida por este, y fue construida en algunos de sus tramos con tapial, por lo que se ha perdido el coronamiento.

## Estado de conservación
El castillo de Montalbán se encuentra en estado de ruina progresiva, pertenece al Ducado de Osuna y únicamente se puede visitar de forma cultural los fines de semana durante todo el año, previa cita.

## La leyenda de La Mesa de Salomón en el Castillo de Montalbán
El investigador José Ignacio Carmona Sánchez, en su estudio histórico Santa María de Melque y el Tesoro de Salomón, señala cómo existe total unanimidad por parte de historiadores con respecto a la Mesa en lo siguiente:
- De existir una Mesa llamada de Salomón, no fue ninguna de las halladas tras la invasión árabe, como se desprende de las fuentes más autorizadas; prueba de ello es que en los siglos posteriores muchas personas principales como Felipe II, proseguían con su búsqueda.
- Hasta el último momento, el clan godo que apoyaba la invasión no temió por las reliquias, pues lejos de ver a los árabes como una amenaza, esperaban ser restituidos en el trono.
- Los visigodos ocultaron no pocos de sus tesoros y secretos en sarcófagos y cuevas de construcciones visigodas, lo que coincide al ciento por ciento con los descubrimientos.
- El clan visigodo perdedor, al verse sorprendido por el rápido avance de los musulmanes, improvisó vías de salida, llevando consigo los objetos de importancia, tal como se relata con respecto a la famosa arca de las reliquias, que acabó en una cueva a las afueras de Oviedo. La ocultación en las proximidades de la capital apunta a un exceso de confianza y bien pudo ser llevado a cabo por cualquiera de los clanes; por el clan vencedor porque no se fiaría de los árabes hasta no ser restituido; por el clan derrotado porque pudo confiar en la transitoriedad que suponían las constantes alternancias y luchas de poder en el mundo visigodo.
- Las vías naturales de salida de Toledo irían en la dirección de los montes de Toledo, donde existían antiguas vías romanas que facilitaban la huida, tal como se confirma con la trayectoria y localización del Tesoro de Guarrazar.
- En la misma trayectoria de la localidad donde apareció el Tesoro de Guarrazar (Guadamur), y apenas a unos kilómetros equidistantes, se encuentra, no por casualidad, una de las iglesias más antiguas y desconocidas de España. Esta iglesia cuenta con todos los elementos razonables de probabilidad: un arcosolio, una intrincada red de galerías subterráneas, una posterior vinculación a la Orden del Temple y leyendas y tradiciones que la relacionan con los tesoros templarios.

Louis Charpentier pone el ejemplo de Dormelle (Seine-et-Marne), un subterráneo muy amplio con bóveda de ladrillo y forma de cuna que se comunicaba, tomando la dirección de Paley, con una encomienda templaria hermana. En el castillo de Montalbán sus subterráneos son funcionalmente anacrónicos y guardan una semejanza casi absoluta con la descripción de Charpentier.
Alguno de estos objetos podría estar ubicado en el entorno del castillo de Montalbán y la iglesia de Santa María de Melque, en Toledo:

"La Iglesia de Santa María de Melque era un lugar idóneo para ocultar cualquier tesoro, debido a la existencia en sus aledaños de una intrincada red de galerías que se proyecta hasta el cercano Castillo de Montalbán.
[...]
La trama del Grial tiene su punto de inflexión en Toledo, a través de Flegetanis, no por casualidad "del linaje de Salomón". Solo en Toledo podrían hallarse los hombres puros, es decir, los del "saco de Benjamín", la más pura aristocracia judía, los atávicos custodios de los objetos sacrosantos del pueblo judío. El Castillo de Montalbán (¿Montsalvat?) encuentra su protagonismo independientemente de si en sus entrañas, comunicadas con la Iglesia de Santa María de Melque, exista una piedra llamada Grial o Mesa de Salomón.".
Santa María de Melque y el Tesoro de Salomón. José Ignacio Carmona Sánchez, 2011.